# MG-13
MG-13 (нім. Maschinengewehr 13) — німецький єдиний кулемет часів Другої світової війни. За основу конструкції MG-13 була взята конструктивна схема станкового кулемета Дрейзе MG-1912

## Історія
Ручний кулемет, розроблений Луїсом Штанге у філії компанії «Рейнметалл» (Rheinische Metallwaren und Maschinenfabrik) у Зоммерді (колишній завод Дрейзе), привернув велику увагу публіки. Луїсом, на основі дослідного зразка «легкого» кулемета «Дрейзе» зразка 1918 року і авіаційного кулемета Flieger MG13, були розроблені «легкий піхотний» кулемет, що мав дисковий магазин місткістю 50 патронів, а також «легкий кавалерійський», що мав коробчатий магазин місткістю 25 патронів. Але робота системи живлення була ненадійною, тому наприкінці 20-х років створили таку модифікацію, що одержала кодове позначення «пристрій 13» або NQ 13. Індекс «14» було присвоєно дослідному станковому варіанту кулемета, «15» — авіаційному.
У 1931 році модифікацію «13b», що мала коробчатий магазин, взяли під позначенням MG.13 «Дрейзе» (як і колись, «Рейнметалл» використовував дану торговельну марку) на озброєння рейхсверу як автоматичну зброю піхотних рот. Виробником офіційно оголосили фірму «Зімсон унд Зон» в Зулі, оскільки версальськими обмеженнями лише їй дозволялося робити піхотну автоматичну зброю. Через п'ять років кулемет MG.13 відтіснив єдиний MG.34, але при цьому він широко використовувався в інших країнах. Зокрема, кулемет MG.13, а також «Дрейзе» 08/15, перероблені за його зразком, в 1933–1934 роках продавалися у Португалію (позначенням М938 перебували на озброєнні до кінця 40-х років), Іспанію, Китай (поставлялися з танками німецького виробництва). Ці кулемети випускалися, вже реквізованою нацистською державою, компанією «Густлов-Верке».
В автоматиці кулемета була реалізована схема відбою ствола при короткому ході. Канал ствола замикався затвором, що підпирався важелем, укріпленим у ствольній коробці на осі. Задній кінець важеля при русі ствола назад, наштовхувався на виступ затильника, піднімався і відмикав затвор. За допомогою гвинтового механізму регулювалося зусилля поворотної пружини. Спускова коробка, що має пістолетну рукоятку, до короба кріпилася шарнірно. Використовувався ударний механізм куркового типу. Курок мав пару бойових взводів — для автоматичного і неавтоматичного спуску. На спусковому гачку встановлювався перекладач, який обмежував переміщення гачка назад: верхня позиція — одиночний вогонь, нижня — автоматичний. Прапорець неавтоматичного запобіжника знаходився над пістолетною рукояткою ліворуч. «Вогонь» — переднє положення прапорця, «запобіжник» — заднє. При встановленні на запобіжник, відбувалося блокування спусковий тяги. За витрачання набоїв, подавач магазина вмикав зупинку затвора.
Кожух ствола мав перфорацію. Ствол мав складну двоногу сошку, яка кріпилася в середині кожуха ствола або поблизу дульного зрізу, а також знімний конічний полум'ягасник. До спускової коробки кріпився трубчастий приклад, що відкидався праворуч і мав складаний плечовий упор з шкіряними подушечками (пропонувався варіант кулемета з постійним дерев'яним прикладом). Праворуч розташовувалася рукоятка заряджання. У задній частині кожуха встановлювалася рукоятка для перенесення.
Живлення проводилося з крепи з лівого боку коробчатого магазина місткістю 25 патронів або, прийнятого незабаром двобарабанного магазина Patronentrommel 13, місткість якого становила 75 патронів. Цей магазин, також називають «сідлоподібний». В основному його використовували для зенітного вогню. Існувало два варіанти пристосувань для заряджання магазина з гвинтівкової обойми. Для перенесення, штатні коробчаті магазини укладали у спеціальний пристрій по вісім штук. Секторний приціл мав насічку від 100 до 2000 метрів з кроком 100.

### Модифікації
Випускалося три основних модифікації кулемета: стандартний піхотний «13» — має легкий ствол завдовжки 718 міліметрів, «13k» з легким стволом укороченим до 600 міліметрів, «13kd» з важким стволом укороченим до 600 міліметрів (для ведення вогню довгими чергами). «13k» використовувалися як танкові кулемети (на легкому танку Pz.Kpw I і Pz.Kpw II), і авіаційні (обмежено). «13kd», оснащений двобарабанним магазином, використовувався як зенітний для знищення цілей на висотах до 1 тис. метрів. Для цього використовувалися кульова мушка, що була встановлена на складну рамку і кільцевий зенітний приціл. Кулемет MG.13 через перехідник встановлювався на сталеву зенітну триногу, яка розроблялася для кулемета MG.08/15, або на триногу «34», прийняту пізніше. Під час іспанської громадянської війни кулемет MG.13к встановлювався на верстат кулемета «Кольт» через імпровізований перехідник.
Ручний кулемет MG.13 на сошці зі складеним прикладом, двобарабанним магазином і пристроєм для коробчатих магазинів
Основним конкурентом «Рейнметалл» у розробці легких кулеметів, які мають повітряне охолодження ствола і магазинне живлення, була фірма «Маузер». Також слід відзначити роботу Генріха Фольмера у Біберасі над ручним легким кулеметом — його кулемет VMG.27, автоматика якого працювала на основі відбою ствола і магазинного живлення, мав 78 деталей. Однак у Фольмера не було такої можливості «продавити» власні розробки, як у фірм «Маузер» або «Рейнметалл», і роботи були припинені у 1930 році. Вся увага була зосереджена на розробці єдиного кулемета.
Значна нестача кулеметів змусила вермахт у середині війни використовувати старі MG.13, що вводилися у підрозділи разом з кулеметами MG.34 і MG.42. Проте, у роки Другої світової MG.13 та модифікації даного кулемета в основному використовувалися в навчальних, тилових, іноземних формуваннях та окупаційних частинах.
Порядок розряджання кулемета «Дрейзе» MG.13:
Включити запобіжник, перевівши прапорець на букву S (повернувши назад). Натиснувши на засувку позаду магазина, відокремити його. Відвести за рукоятку заряджання назад затвор, відпустити рукоятку затвора. Повернувши прапорець на букву F (вперед) вимкнути запобіжник, натиснути спусковий гачок.

### Порядок часткового розбирання кулемета MG.13 «Дрейзе»
1. Розрядити кулемет.
2. Відкрити кришку короба, подавши засувку кришки вперед.
3. Відкинути потиличник вниз, натиснувши на його засувку (ззаду короба з лівого боку), прапорець обмежувача повернути вниз (над пістолетною рукояткою ліворуч).
4. Витягти зі ствольної коробки затвор.
5. Підняти прискорювач, повернувши його ліворуч.
6. Витягти ствол і ствольну коробку з короба.
7. Відокремити від ствольної коробки ствол.

Для складання всі дії здійснюються у зворотному порядку.

## Технічні характеристики ручного кулемета MG.13
- Патрон — 7,92-мм «маузер» (7,92 x57);
- Маса зброї — 10,89 кг (без патронів);
- Маса порожнього магазина місткістю 25 патронів — 0,39 кг;
- Маса сошки — 1,05 кг;
- Повна довжина зброї — 1466 мм;
- Довжина ствола — 717 мм;
- Нарізи — 4 правобічних;
- Початкова швидкість кулі — 823 м/с;
- Прицільна дальність стрільби — 2000 м;
- Ефективна дальність стрільби — 1000 м;
- Темп стрільби — 500–550 пострілів за хвилину;
- Живлення — коробчатий магазин місткістю 25 патронів / двобарабанний — місткістю 75 патронів;
- Маса верстата — 32,3 кг.

## Система
Кулемет MG-13 побудований на основі автоматики з коротким ходом ствола.

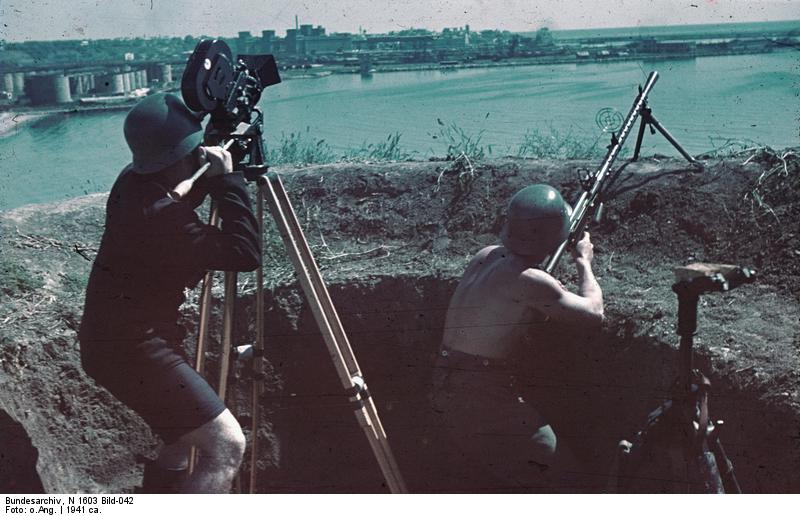
Солдати зенітних підрозділів військ берегової оборони знімають фільм із застосування кулемету MG 13. Констанца, Румунія